# Kagurazaka (métro de Tokyo)
Kagurazaka (神楽坂駅, Kagurazaka-eki) est une station du métro de Tokyo sur la ligne Tōzai dans l'arrondissement de Shinjuku à Tokyo. Elle est exploitée par le Tokyo Metro.

## Situation sur le réseau
La station Kagurazaka est située au point kilométrique (PK) 6,8 de la ligne Tōzai.

## Histoire
La station a été inaugurée le 23 décembre 1964 sur la ligne Tōzai.

## Services aux voyageurs

### Accès et accueil

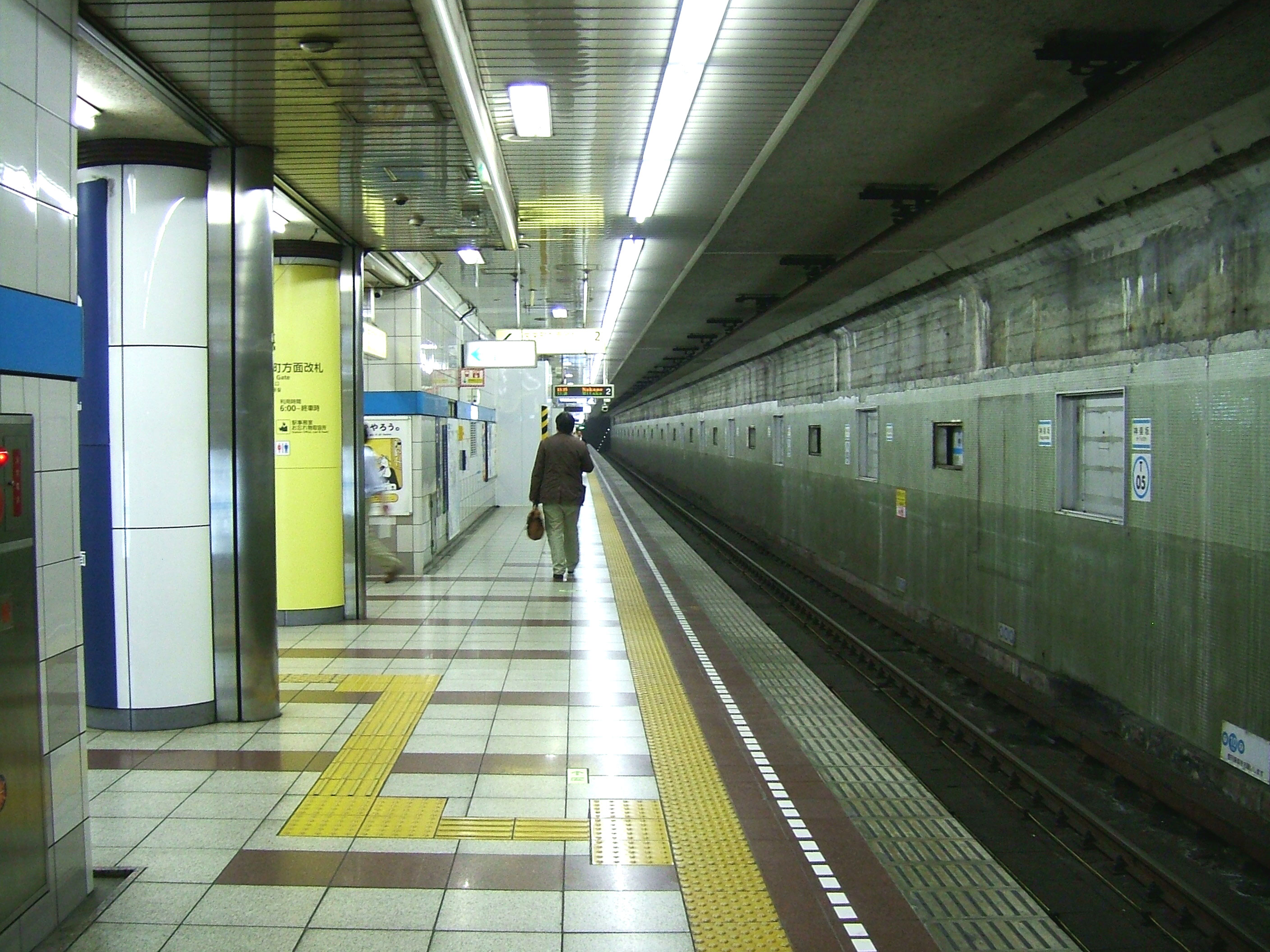
Quais de la station

La station est ouverte tous les jours.
En moyenne en 2015, 40 041 voyageurs ont fréquenté quotidiennement la station.

### Desserte
Ligne Tōzai :
- voie 1 : direction Nishi-Funabashi (interconnexion avec la ligne Tōyō Rapid pour Tōyō-Katsutadai ou la ligne Chūō-Sōbu pour Tsudanuma)
- voie 2 : direction Nakano (interconnexion avec la ligne Chūō-Sōbu pour Mitaka)

## A proximité
- Kagurazaka